# Арондисман
Арондисман (на френски: arrondissement – букв. „окръг“, от arrondir – „окръглям“) е административна единица във Франция и в повечето френскоговорещи държави. Терминът се използва също и в Белгия и Нидерландия, където арондисманът е съставен от няколко общини.
Франция има 101 департамента, които са разделени на 342 арондисмана, а те от своя страна се разделят на кантони и общини. Главният град на всеки арондисман се нарича субпрефектура, а когато има град, който е префектура на департамент, тогава този град действа едновременно като префектура и като субпрефектура в съответния арондисман. Най-големите градове – Париж, Лион и Марсилия, са разделени на общински арондисмани (съответстващи на градски райони в България). Те функционират като подразделения на общината и имат собствен кмет.
Въпреки че понякога се определят като окръзи, арондисманите не бива да се бъркат с т.нар. ведомствени окръзи, които са обединения на общините в рамките на един департамент.